# 三力平衡
三力平衡是只當系統只受三個力作用時，討論該物體會發生的變化。
若物體或一系統受到不平行的三個作用力而達平衡時，由於三力合力為零，故任何兩力的合力必和第三個力等大反向，所以三力必為共平面且可構成一個封閉三角形。當我們將任何兩力的合力視為一力時，此時其與第三力之關係也能用二力平衡來解釋。

## 性質

紫色物體M_{1}受到三力F_{a}、F_{b}、F_{c}達到靜力平衡

若不平行三力達靜力平衡，則此三力之延長線必交於一點，且:
{\displaystyle {\frac {F_{a}}{\sin A}}={\frac {F_{b}}{\sin B}}={\frac {F_{c}}{\sin C}}}
如右圖
- M1為一物體或質點
- Fa、Fb、Fc表示三個力的量值
- ∠A表示Fb、Fc的夾角
- ∠B表示Fa、Fc的夾角∠C以此類推